# Cryptographis albifascialis
Cryptographis albifascialis là một loài bướm đêm trong họ Crambidae.